# Hans Egede Budtz
Hans Egede Budtz (8. august 1889 i Slagelse – 29. juni 1968 på Frederiksberg) var en dansk skuespiller.
Gennemgik Det kongelige Teaters elevskole.
Han var tilknyttet Det kongelige Teater 1913-1918.
I 1918-1927 var han engageret på Det Ny Teater.
Herefter en kortere periode ved Odense Teater og så igen tilbage i København med ansættelse på bl.a. Nørrebros Teater og Scala.

## Udvalgte film
Blandt de film han medvirkede i kan nævnes:
- Nøddebo Præstegård – 1934
- Alarm – 1938
- I dag begynder livet – 1939
- Wienerbarnet – 1941
- Ta' briller på – 1942
- En pige uden lige – 1943
- De tre skolekammerater – 1944
- Ta', hvad du vil ha' – 1947
- Det hændte i København – 1949
- Kampen mod uretten – 1949
- Nålen – 1951
- Fløjtespilleren – 1953
- Der kom en dag – 1955
- Ild og Jord – 1955